# Krzysztof Pilarczyk
Krzysztof Pilarczyk (ur. 5 stycznia 1953 w Sieradzu, zm. 30 lipca 2023) – polski historyk religii, judaista i biblista oraz bibliolog.

## Życiorys
W 1977 ukończył studia na Wydziale Teologicznym Katolickiego Uniwersytetu Lubelskiego. W 1984 obronił na Wydziale Filozoficzno-Historycznym Uniwersytetu Jagiellońskiego pracę doktorską Analiza religioznawcza Łukaszowej idei zesłania Ducha (ujęcie historyczno-redakcyjne Dz 2,1-4) napisaną pod kierunkiem Zygmunta Poniatowskiego. W latach 1984–1987 pracował w Wyższej Szkole Pedagogicznej w Krakowie, od 1987 na Uniwersytecie Jagiellońskim (w latach 1987–2000 w Międzywydziałowym Zakładzie Historii i Kultury Żydów w Polsce, w latach 2000–2001 w Katedrze Judaistyki, następnie w Zakładzie Historii Religii w Instytucie Religioznawstwa). W 1999 uzyskał na UJ stopień doktora habilitowanego na podstawie pracy Talmud i jego drukarze w Pierwszej Rzeczypospolitej. Z dziejów przekazu religijnego w judaizmie. W 2008 otrzymał tytuł profesora nauk humanistycznych.
W latach 1995–2011 był prezesem Polskiego Towarzystwa Studiów Żydowskich. Należał do Stowarzyszenia Biblistów Polskich. Był członkiem Komisji Historii i Kultury Żydów Polskiej Akademii Umiejętności. Do 2011 był redaktorem naczelnym półrocznika „Studia Judaica”. Należał do Towarzystwa Studiów Interdyscyplinarnych „Fides et Ratio” we Wrocławiu i Polskiego Centrum Syndonologicznego w Krakowie (filia Międzynarodowego Centrum w Turynie). Był stypendystą uniwersytetów w Jerozolimie, Tübingen, Heidelbergu oraz Fundacji z Brzezia Lanckorońskich. Swoje zainteresowania i badania naukowe koncentrował na historii judaizmu, historii relacji chrześcijańsko-żydowskich, literaturze biblijnej i apokryficznej, początkach chrześcijaństwa, gnozie starożytnej, dialogu międzyreligijnym, w szczególności w aspekcie Ziemi Świętej żydów, chrześcijan i muzułmanów, kulturze książki żydowskiej, syndonologii oraz turyzmie religijnym (Bliski Wschód). Za swoją działalność naukową był wielokrotnie nagradzany przez rektora Uniwersytetu Jagiellońskiego. Został pochowany na cmentarzu Komunalnym „Dębica” w Elblągu.
Autor ponad 300 publikacji naukowych, m.in.:
- Przewodnik po bibliografiach polskich judaików, Kraków 1992.
- Talmud i jego drukarze w I Rzeczypospolitej, Kraków 1998.
- Leksykonu drukarzy ksiąg hebrajskich w Polsce, XVI-XVIII wiek, Kraków 2004.
- Literatura żydowska od epoki biblijnej do haskali, Kraków 2006, 2.wyd. 2009.
- Katalogu judaików - starych druków w zbiorach Biblioteki Jagiellońskiej w Krakowie z dawnej Pruskiej Biblioteki Państwowej w Berlinie, Kraków 2011.
- Drukowana książka hebrajska a religia  : vademecum bibliologiczne, Kraków 2012.
- Religia starożytnego Izraela : w perspektywie historycznej, archeologicznej i kulturoznawczej, Wrocław 2013.
- Dialog katolicko-judaistyczny w perspektywie dokumentów Stolicy Apostolskiej, Kraków 2016.
- Biblia chrześcijan. Wprowadzenie religioznawcze, historyczne i literackie, 2020.
- Studia z biblistyki, apokryfistyki, judaistyki i syndonologii, 2020.
- Bibliological and Religious Studies on the Hebrew Book. Collected Essays, Getynga 2023.

Współautor i redaktor prac:
- Religie starożytnego Bliskiego Wschodu, Kraków 2008.
- Jezus i chrześcijanie w źródłach rabinicznych, Kraków 2012.
- De revolutionibus orbium populorum Ioannis Pauli II : Papież wobec wykluczenia społecznego, Warszawa 2015.
- De revolutionibus orbium populorum Ioannis Pauli II : The Pope against social exclusion, Warszawa 2015.
- Dziedzictwo kulturowe Reformacji w perspektywie polskiej i europejskiej, Kraków 2017.
- Londyńskie spotkania z Janem Pawłem II. W setną rocznicę urodzin Papieża Polaka (1920-2020), 2020.
- Leksykon syndonologiczny. Polska perspektywa i wkład, Kraków 2023.
- Cyfrowy leksykon syndonologiczny, Kraków 2023.
- Syndonological lexicon, Getynga 2023.

Członek komitetu redakcyjnego periodyków:
- „Almanach Historyczny” – Uniwersytet Jana Kochanowskiego w Kielcach.
- „Kesher” – Uniwersytet w Tel Awiwie, hebrajskojęzyczny periodyk naukowy.